# Юсуф Кабадаї
Юсуф Кархан Кабадаї (нім. Yusuf Karhan Kabadayı, нар. 2 лютого 2004, Мюнхен, Німеччина) — німецький футболіст турецького походження, нападник клубу «Аугсбург».

## Ігрова кар'єра

### Клубна
Юсуф Кабадаї народився у Мюнхені в турецькій родині. З 2012 року він почав займатися футболом в академії мюнхенської «Баварії». У 2021 році футболіст був включений у другу команду «Баварії», яка виступала у Регіональній лізі.
Після двох сезонів у дублі, Кабадаї підписав професійний контракт з клубом терміном на два роки. Не маючи змоги потрапити до основи «Баварії», для набору ігрової практики перед сезоном 2023/24 Кабадаї відправився в оренду у клуб Другої Бундесліги «Шальке 04» з опцією викупу контракту після сезону оренди.
Після завершення оренди Кабадаї повернувся до «Баварії» і в липні 2024 року підписав контракт до 2028 року з клубом Бундесліги — «Аугсбургом».

### Збірна
На міжнародній арені Юсуф Кабадаї починав виступи за юнацькі збірні Туреччини. Але починаючи з 17 - ти річного віку він перейшов до стану юнацьких збірних Німеччини.